# Гая Вайс
Гая Вайс (англ. Gaia Weiss, нар. 30 серпня 1991, Париж, Франція) — французька модель і акторка. Відома за ролі Мері Флеммінг у х/ф «Марія — королева шотландців», Геби у фільмі «Геракл. Початок легенди» та Торунн у т/с «Вікінги».

## Біографія
Гая Вайс народилася у французько-польській сім'ї. У 3 роки вона почала професійно займатися балетом. Вайс відвідувала «Cours Florent» у Франції і Лондонську академію музичного і драматичного мистецтва; почала виступати в 1999 році. Після закінчення бакалаврату навчалася в Курсах Флорана та Лондонській академії музики і драматичного мистецтва (LAMDA)[7].

### Кар'єра
Зіграла фрейліну Марії Стюарт Марію Флемінг у фільмі «Марія — королева шотландців» (2013), богиню Гебу в фільмі «Геракл. Початок легенди» (2014) і Торунн у телесеріалі «Вікінги» (2014-15).